# Alco

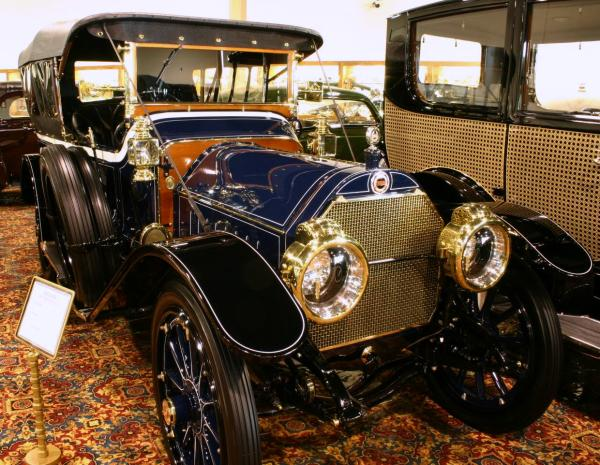
Alco Touring 1912

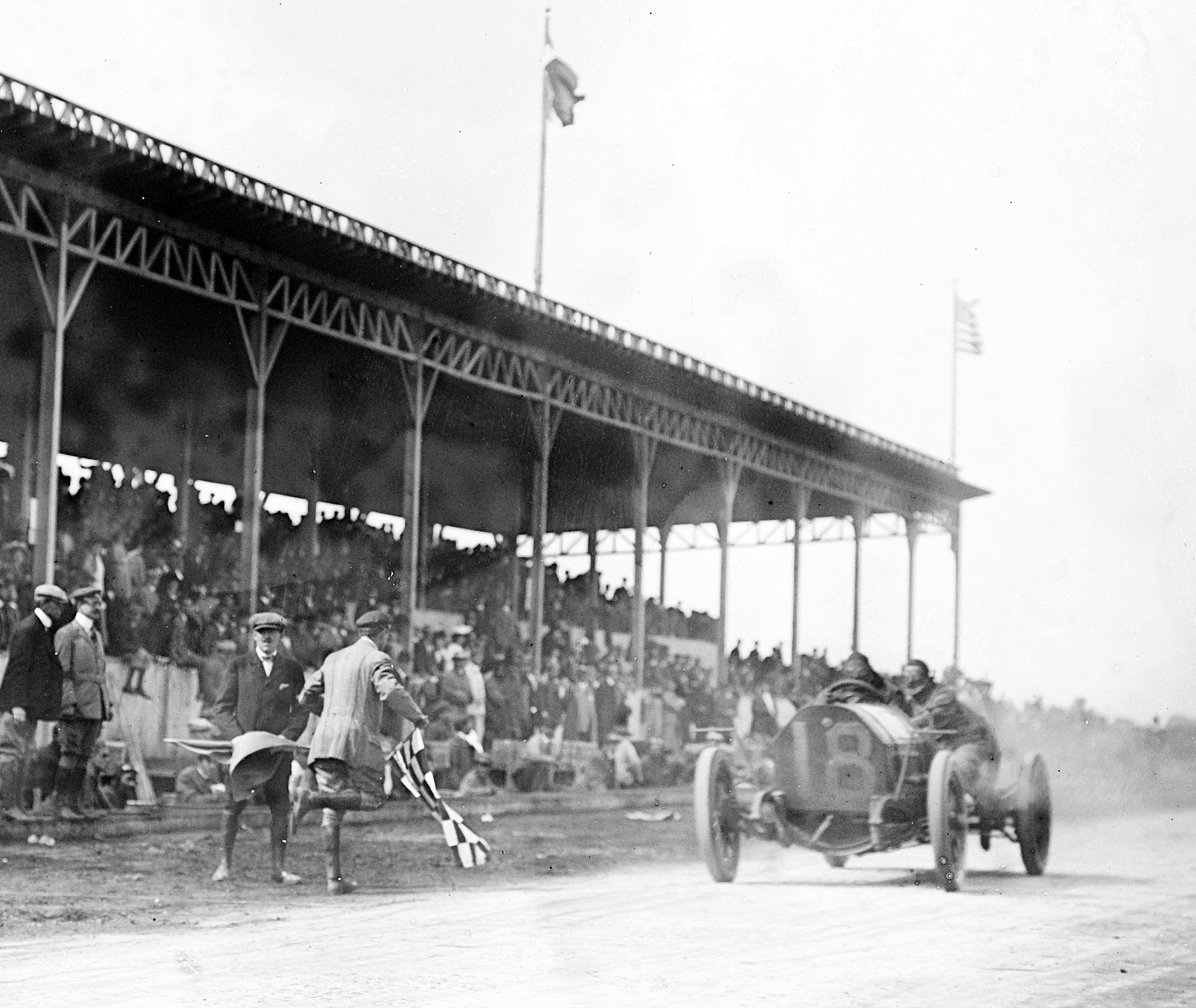
Vinnande Alco-bil i 1910 års Vanderbilt Cup tävling

Alco var ett bilmärke som tillverkades av ett dotterbolag till American Locomotive Company i Providence, Rhode Island i USA. 
Man började med att tillverka franska Berliet-bilar på licens (dessa såldes under namnet American Berliet fram till 1908). De första egna modellerna var kedjedrivna och 4-cylindriga på 22 eller 40 hästkrafter. Alco kom att betraktas som en av de bästa amerikanska bilarna och var av mycket hög kvalitet. Både år 1909 och 1910 vann Alco-bilar tävlingen Vanderbilt Cup. Firman lade stor vikt vid eleganta och välbyggda karosser, och ett brett vitt band runt karossens överkant blev ett kännetecken. Fabriken brukade stolt framhålla att deras bilar var bland de allra dyraste i USA. Man tjänade dock inga pengar på dem, och 1913 lades biltillverkningen ner. Cirka 5 000 Alco-bilar av 54 modeller hade då tillverkats, och den genomsnittliga förlusten för varje bil var 460 dollar.